# Berthelsdorf
Berthelsdorf è una frazione di 1 721 abitanti della città tedesca di Herrnhut, in Sassonia, nel circondario (Landkreis) di Görlitz (targa GR). Già comune autonomo, il 1º gennaio 2013 è stato accorpato a Herrnhut.